# Laurilanlampi
Laurilanlampi är en sjö i kommunen Mäntyharju i landskapet Södra Savolax i Finland. Arean är 37 hektar och strandlinjen är 5,99 kilometer lång. Sjön  ingår i Kymmene älvs huvudavrinningsområde.   Den ligger omkring 52 kilometer sydväst om S:t Michel och omkring 160 kilometer nordöst om Helsingfors. 